# NGC 6299
NGC 6299 ist eine 14,1 mag helle elliptische Galaxie vom Hubble-Typ E0 im Sternbild Drache am Nordsternhimmel.  Sie ist schätzungsweise 275 Millionen Lichtjahre von der Milchstraße entfernt und hat einen Durchmesser von etwa 50.000 Lj.
Im selben Himmelsareal befindet sich u. a. die Galaxie NGC 6297.
Das Objekt wurde am 27. Oktober 1861 von Heinrich d’Arrest entdeckt.